# Rue des Charpentiers
La rue des Charpentiers (en alsacien : Zimmerlitgass) est une voie de Strasbourg rattachée administrativement au quartier Centre. Elle va du no 8 de la rue Brûlée au no 19 de la rue des Juifs. 

## Histoire et toponymie

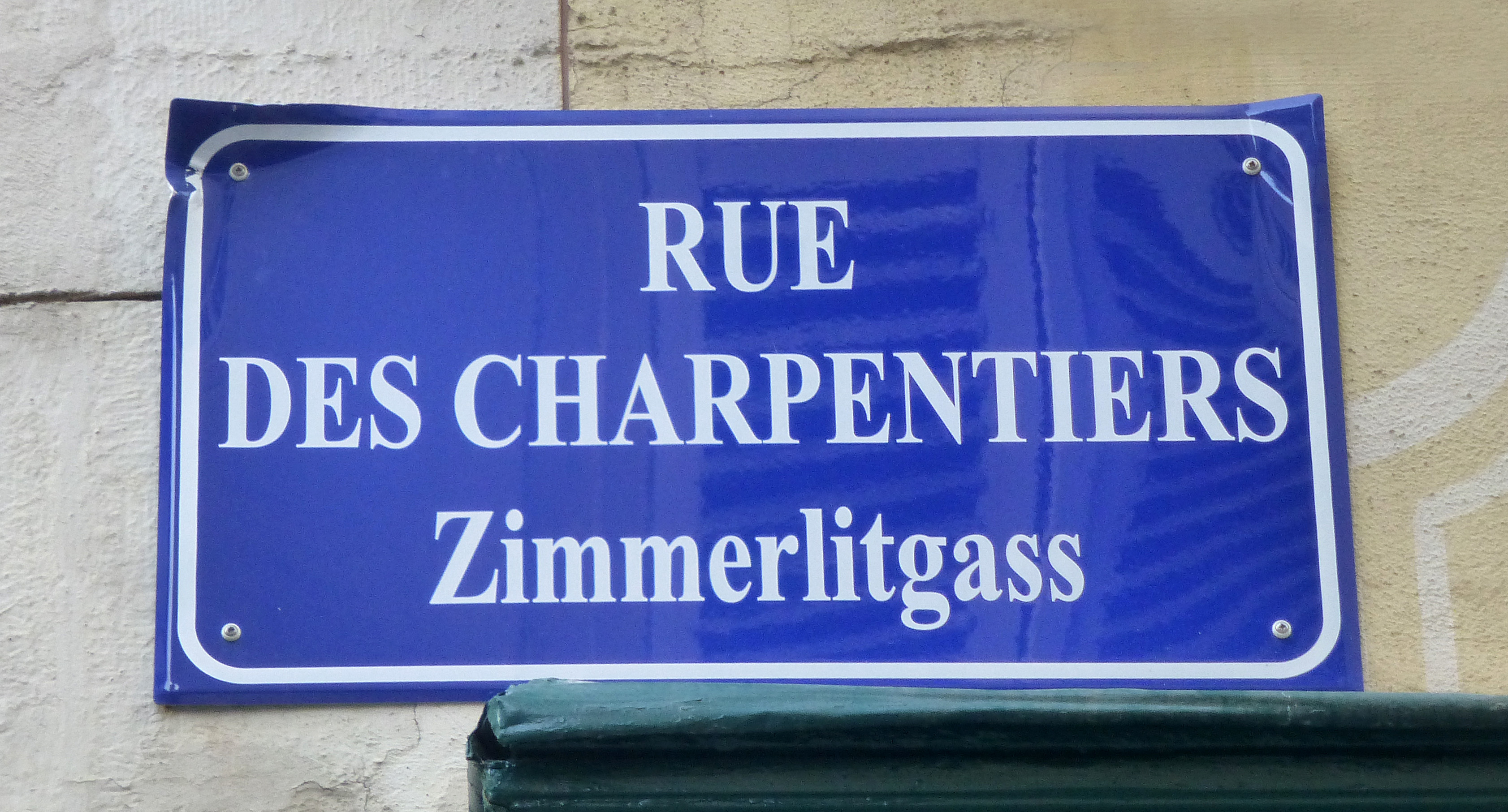
Plaque bilingue, en français et en alsacien.

Rue étroite et sinueuse, elle doit une partie de sa topographie à une survivance du quadrillage romain, alors que l'autre a une origine médiévale. Avec la rue des Juifs qui lui est perpendiculaire, elle formait un périmètre où était très tôt installée la communauté juive de Strasbourg, qui a été anéantie par un massacre lors de la peste noire de 1349.
Au fil des siècles, la voie porte successivement différentes dénominations, en allemand ou en français : Bippernanzgasse (1247), Bippermannsgasse (1437), Bimpernanzgasse, ou Pimpernusgasse (1580), Zimmerleutgasse (1637), rue des Charpentiers (1792), rue de l' Amitié (1794), rue des Charpentiers (1817, 1918), Zimmerleut-Gasse (1817), Zimmerleutgasse (1872, 1940), puis à nouveau, rue des Charpentiers en 1945.

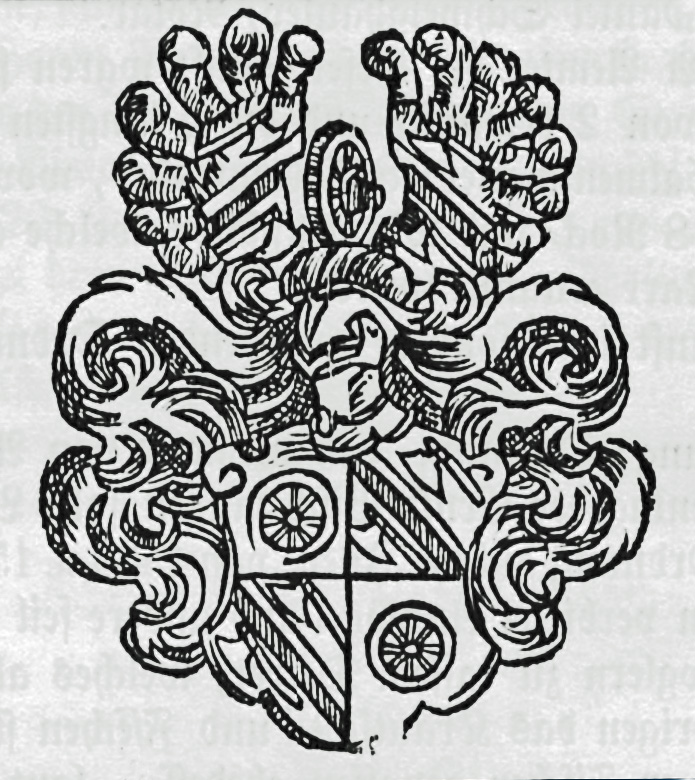
Armoiries de la corporation des Charpentiers, par F.-K. Heitz, 1856.

Adolphe Seyboth, s'appuyant notamment sur les recherches de Paul Ristelhuber, estime que la rue tient son nom d'origine du no 16 (Zum Bippernatz), une auberge qui pourrait avoir appartenu à un certain Ignace Bipper (familièrement nommé « Bipper Natz »). Ce nom aurait ensuite été corrompu, à partir d'une « vague consonance », pour donner notamment Bippernanzgasse, Bimpermann, voire Pimpernuss « (pistache »). De son côté, Jean-Daniel Schoepflin note en 1852 que la tribu des Charpentiers avait pour enseigne Zum Pimpernuss (« À la Pistache »), dans la Zimmerleutgasse.
Cette corporation des Charpentiers, qui donne ensuite son nom à la rue, y a installé son « poêle » (siège) en 1446. Selon Friedrich Karl Heitz, qui, en 1856, consacre une étude approfondie aux corporations de Strasbourg, elle y est restée jusqu'en 1666, avant d'être transférée au no 18 de la rue de la Nuée-Bleue. 
Des plaques de rues bilingues, à la fois en français et en alsacien, sont mises en place par la municipalité à partir de 1995. C'est le cas de la Zimmerlitgass.

## Bâtiments remarquables

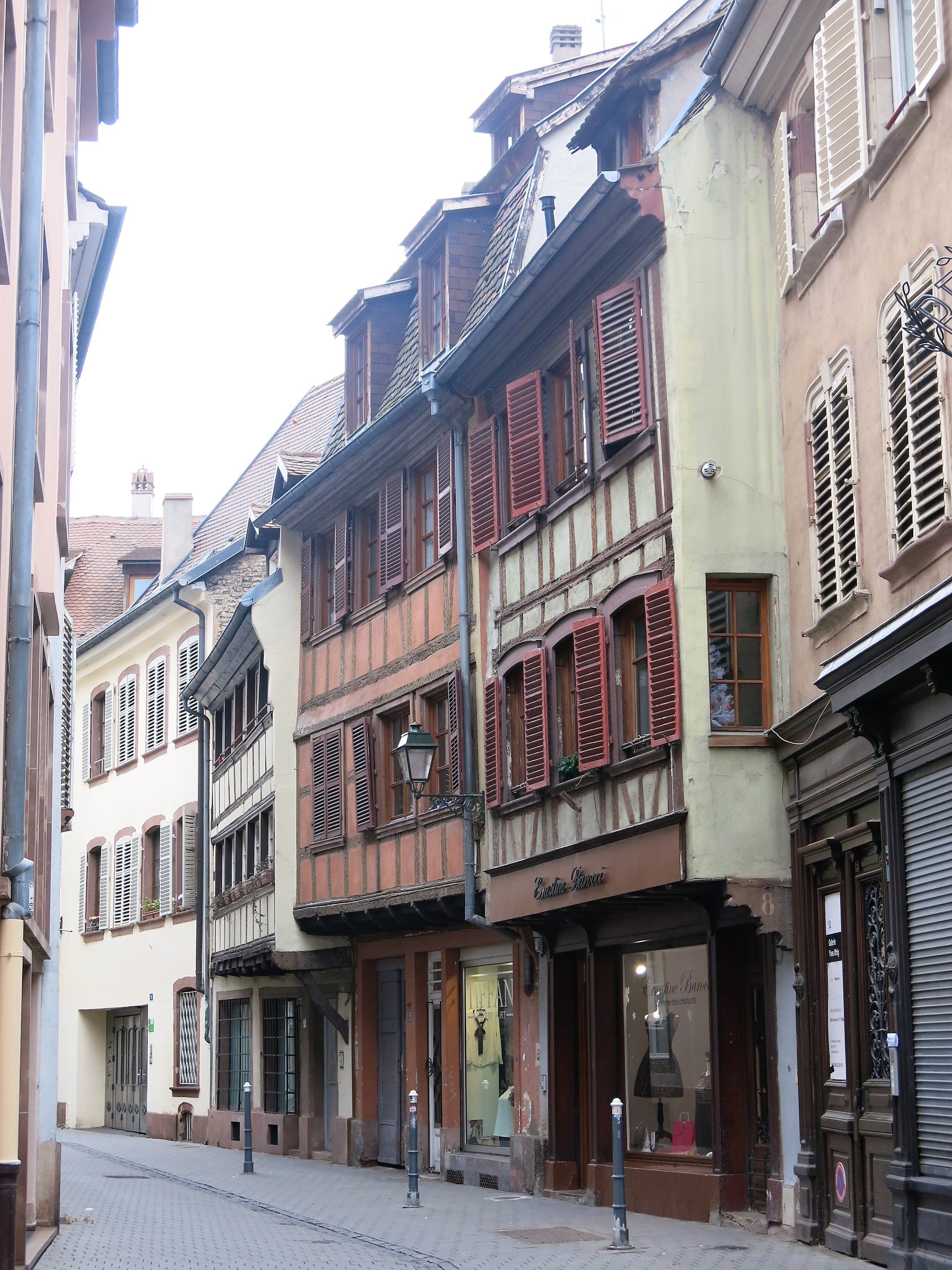
Maisons à encorbellement (nos 8-10-12).

- no 4 : Cette maison, avec une cour intérieure, appartient à la famille de Fleckenstein jusqu'en 1720[1].
- no 6 : Appelée « maison au Griffon » (Zum Greiffen), elle est refaite en 1776 dans le style rococo strasbourgeois[1].
- nos 8 à 12 : Ce sont de petites maisons à encorbellement et pans de bois des XVIe – XVIIe siècles[3],[1].
- no 16 : Un hôtel particulier avec portail, de style rococo strasbourgeois, est reconstruit après 1750 sur le site de l'ancien siège de la corporation des Charpentiers[1],[3].
- nos 17-19 : Également connu sous le nom de « hôtel de Dartein », du nom de son propriétaire après la Révolution, cet hôtel est reconstruit vers 1762 par l'architecte municipal Samuel Werner pour le comte Christian Frédéric Waldner de Freundstein, sur l'emplacement d'une propriété de la famille Boecklin de Boecklinsau, qui la possédait depuis trois siècles[1].
La façade, relativement modeste, marque une transition : à un fond de style Régence s'ajoutent des éléments de style rococo — des agrafes rocaille de part et d'autre de la fenêtre du centre, d'autres sous la corniche du toit —, tout en préfigurant le néo-classicisme, avec la frise de postes affrontées qui sépare le premier du second étage. Logée dans un renfoncement marqué par des chaînages d'angle concaves, elle comprend cinq travées de trois étages[1].
Cette façade sur rue et l'escalier font l'objet d'un classement au titre des monuments historiques depuis 1927[9].

Hôtel Waldner de Freundstein.
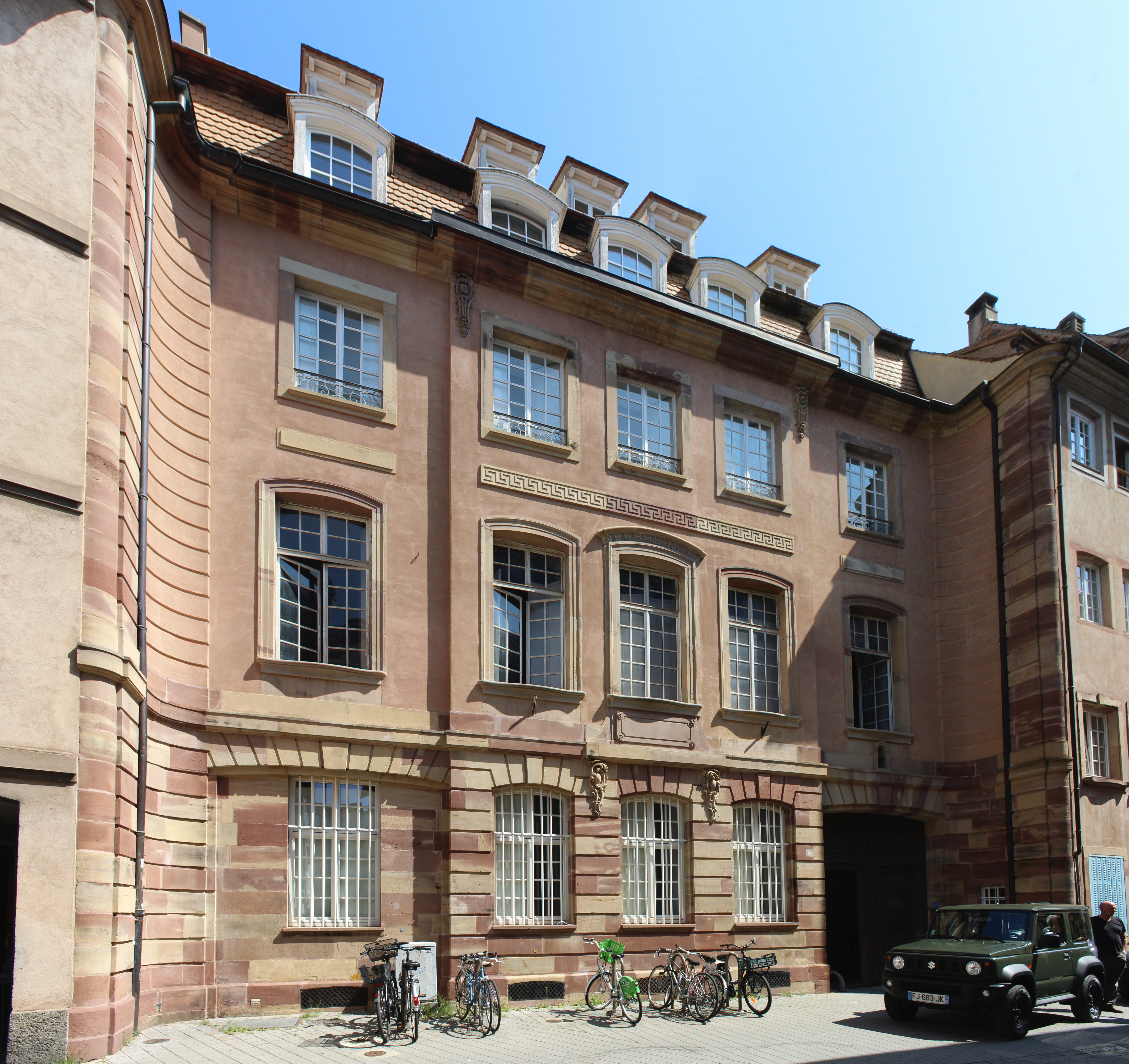
Façade.
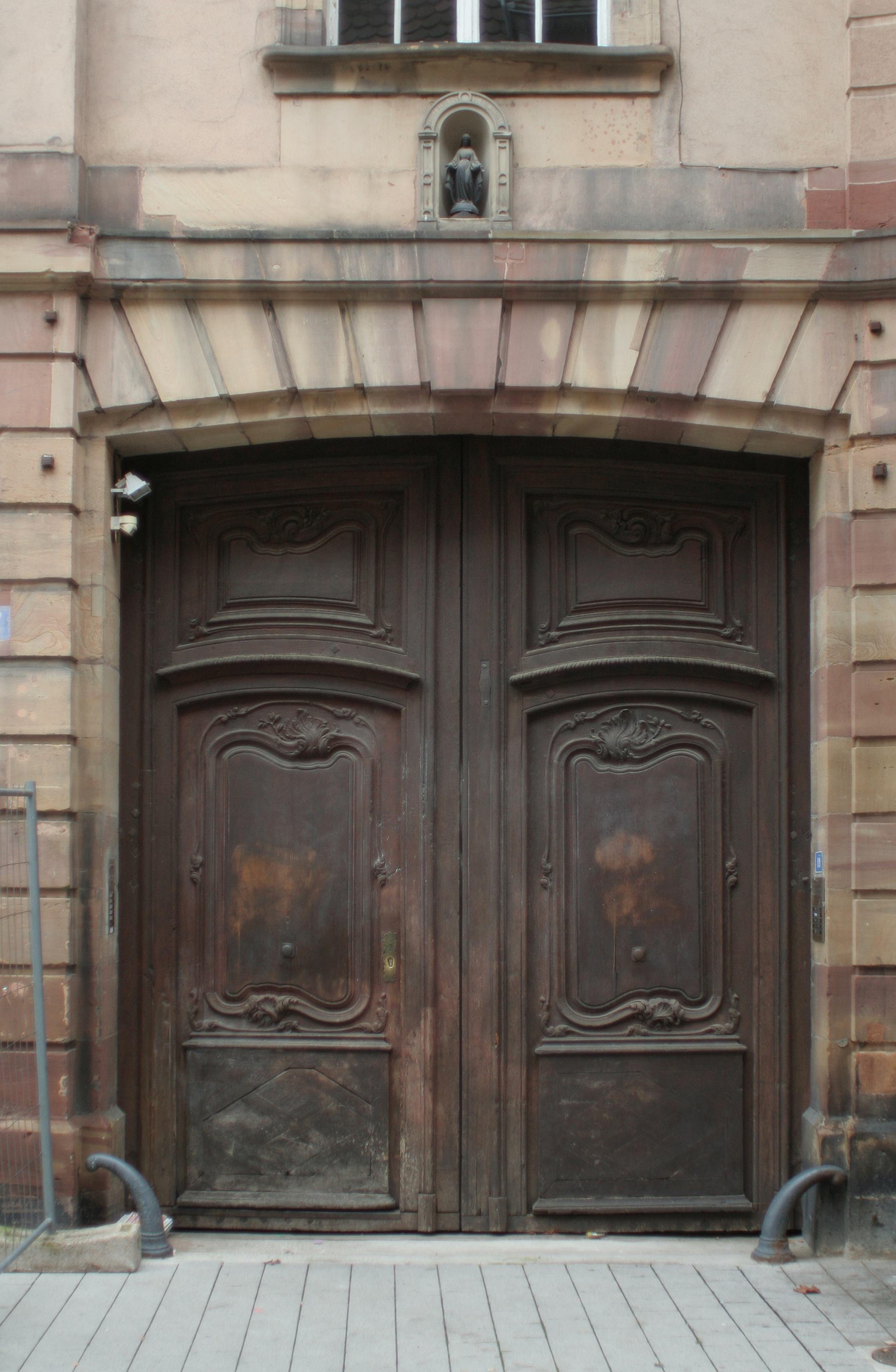
Portail.
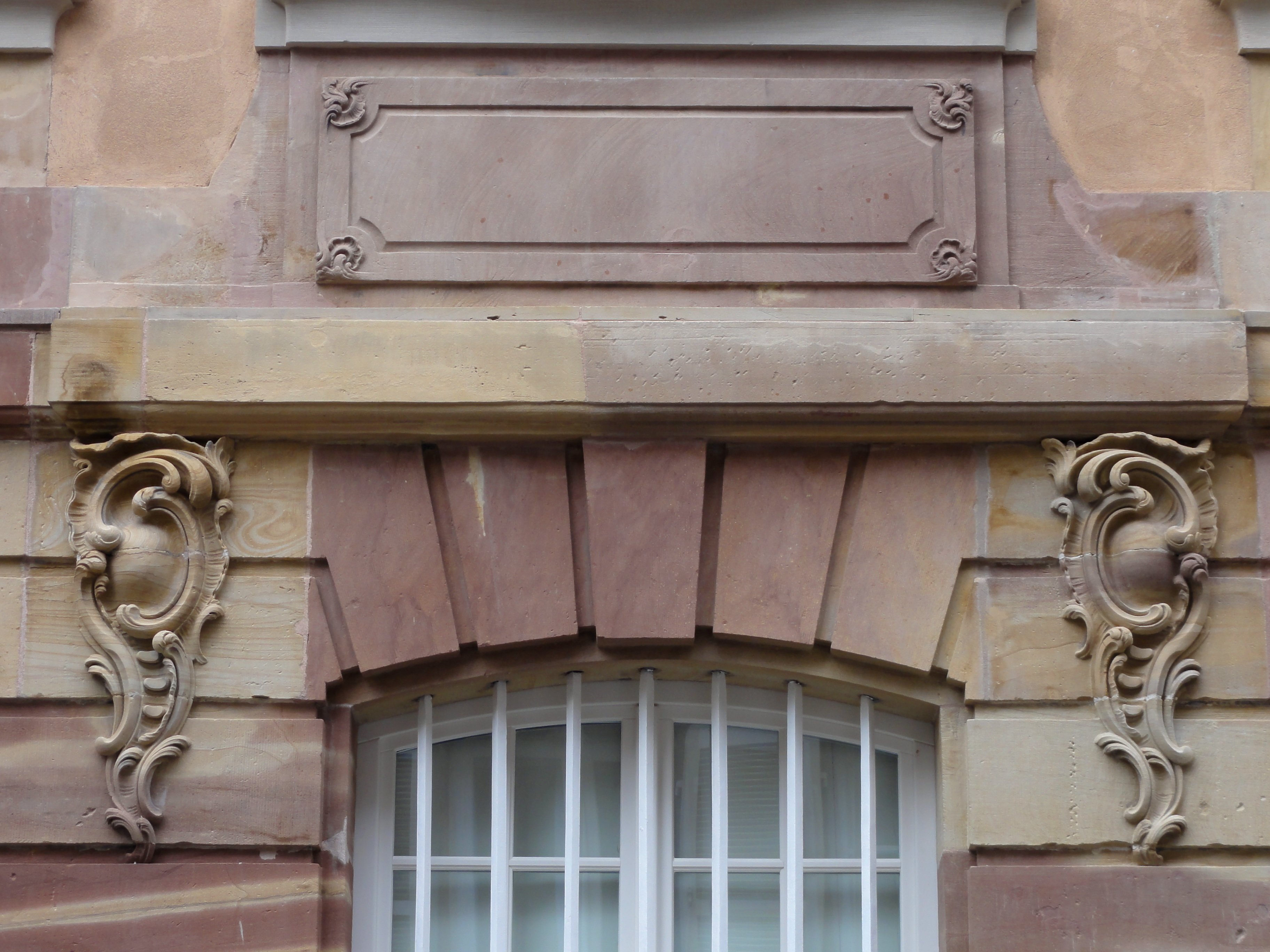
Agrafes rocaille.
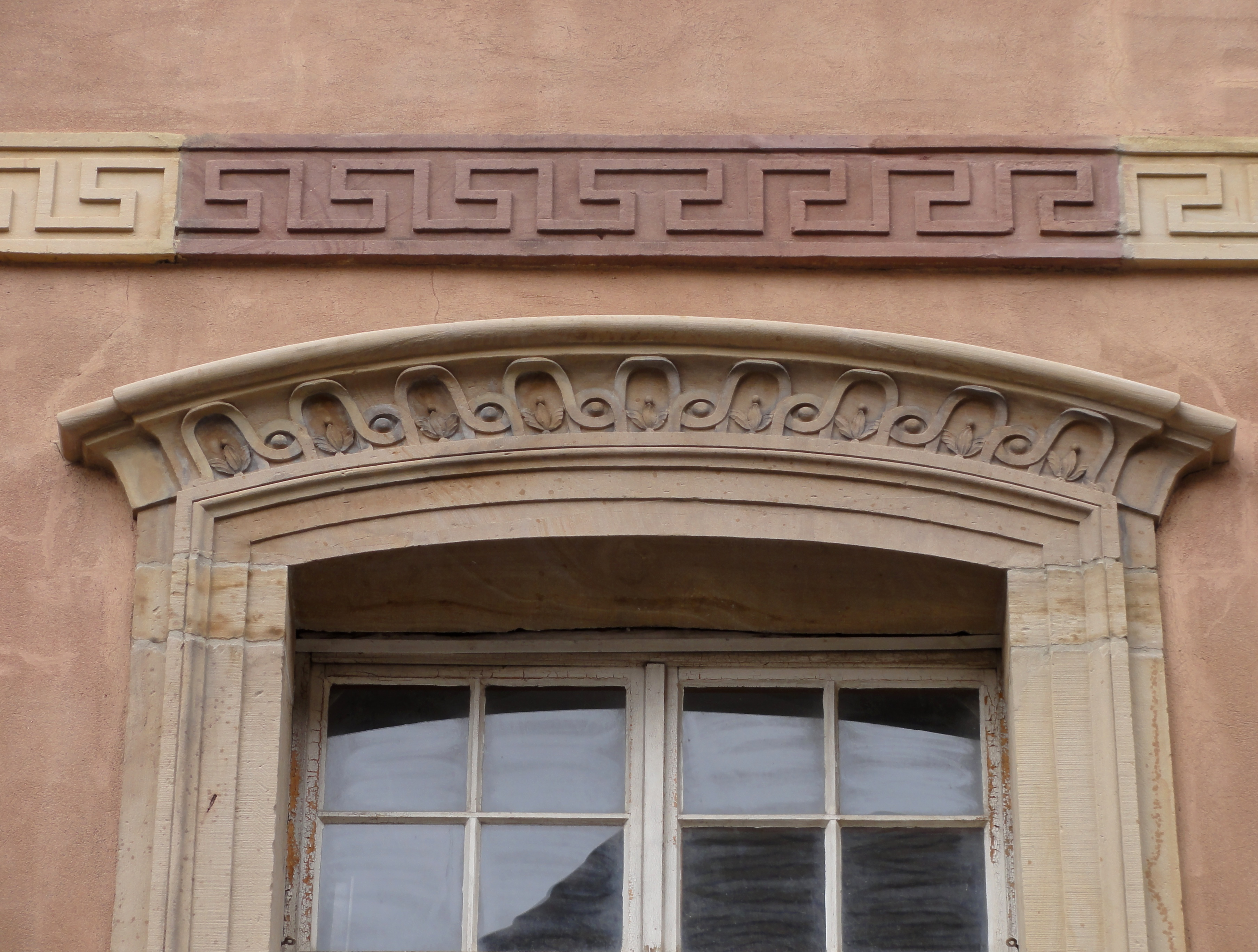
Frises moulurées.

- no 20 : L'édifice moderne se trouve sur l'emplacement de l'ancien bain rituel juif de Strasbourg (mikvé) des XIIIe – XIVe siècles, découvert au milieu des années 1980, lors des travaux de réhabilitation d'un groupe d'immeubles ayant appartenu pendant trois siècles à l'imprimerie Istra et dont les machines, puis le siège social, ont quitté les lieux[10]. On y découvre notamment un caveau quadrangulaire à corbeaux romanisants et une voûte en berceau à oculus zénithal[3].
L'escalier d'accès, la salle-déshabilloir et le bain rituel font l'objet d'une inscription au titre des monuments historiques le 15 novembre 1985[11]. Une porte d'entrée située dans la rue des Charpentiers a été aménagée pour permettre l'accès au mikvé.

Emplacement de l'ancien mikvé (n° 20).
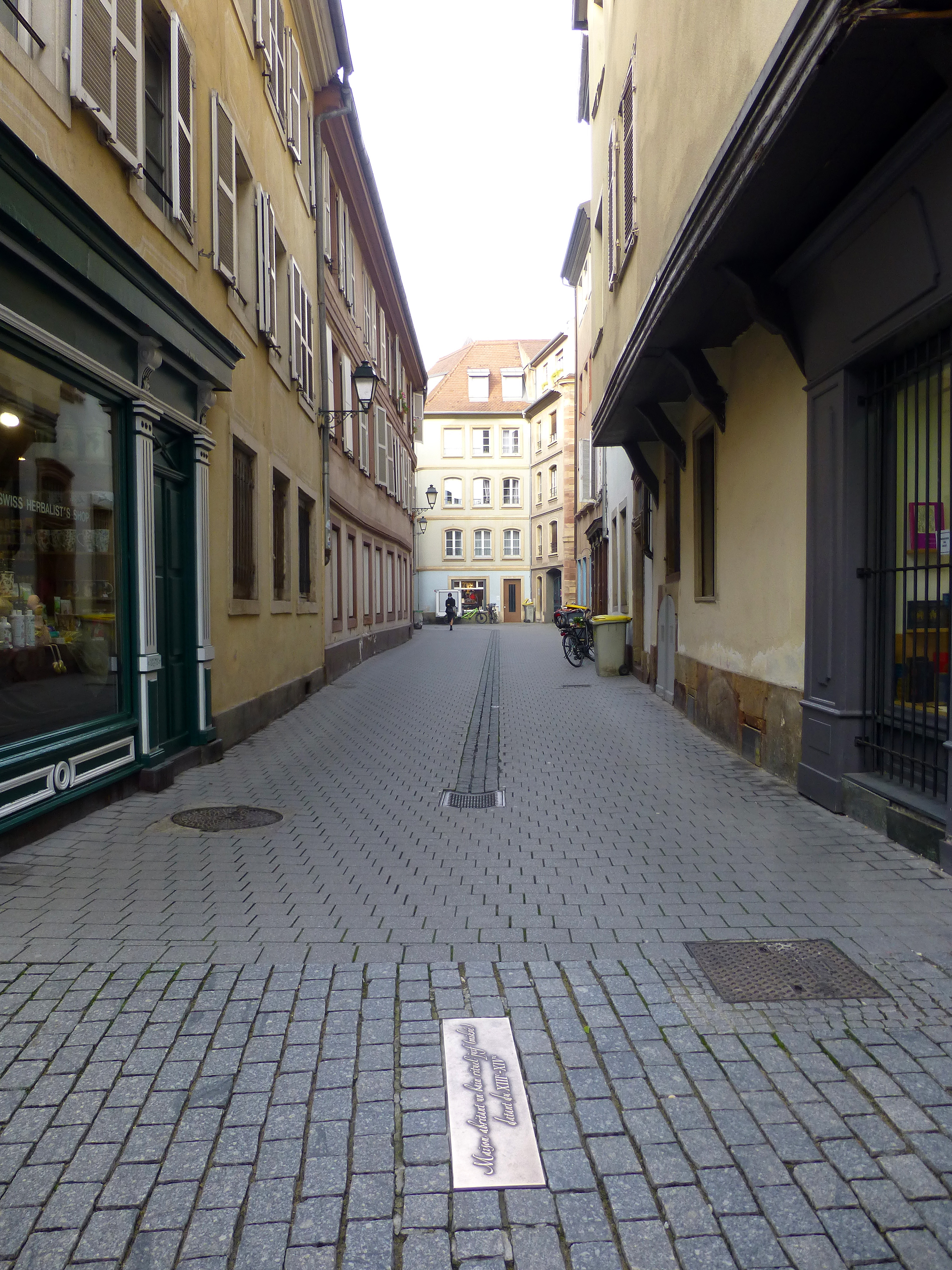
Emplacement.
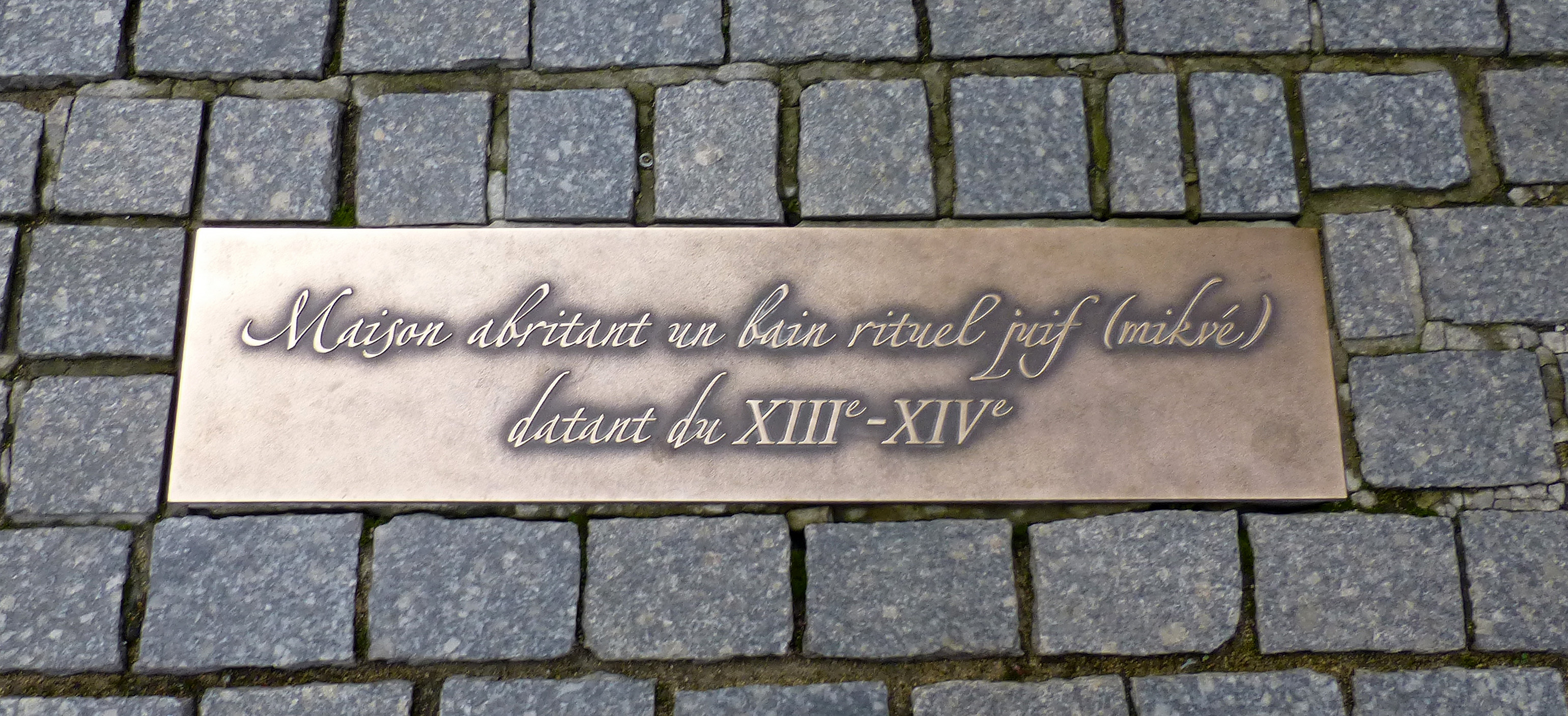
Plaque en laiton.
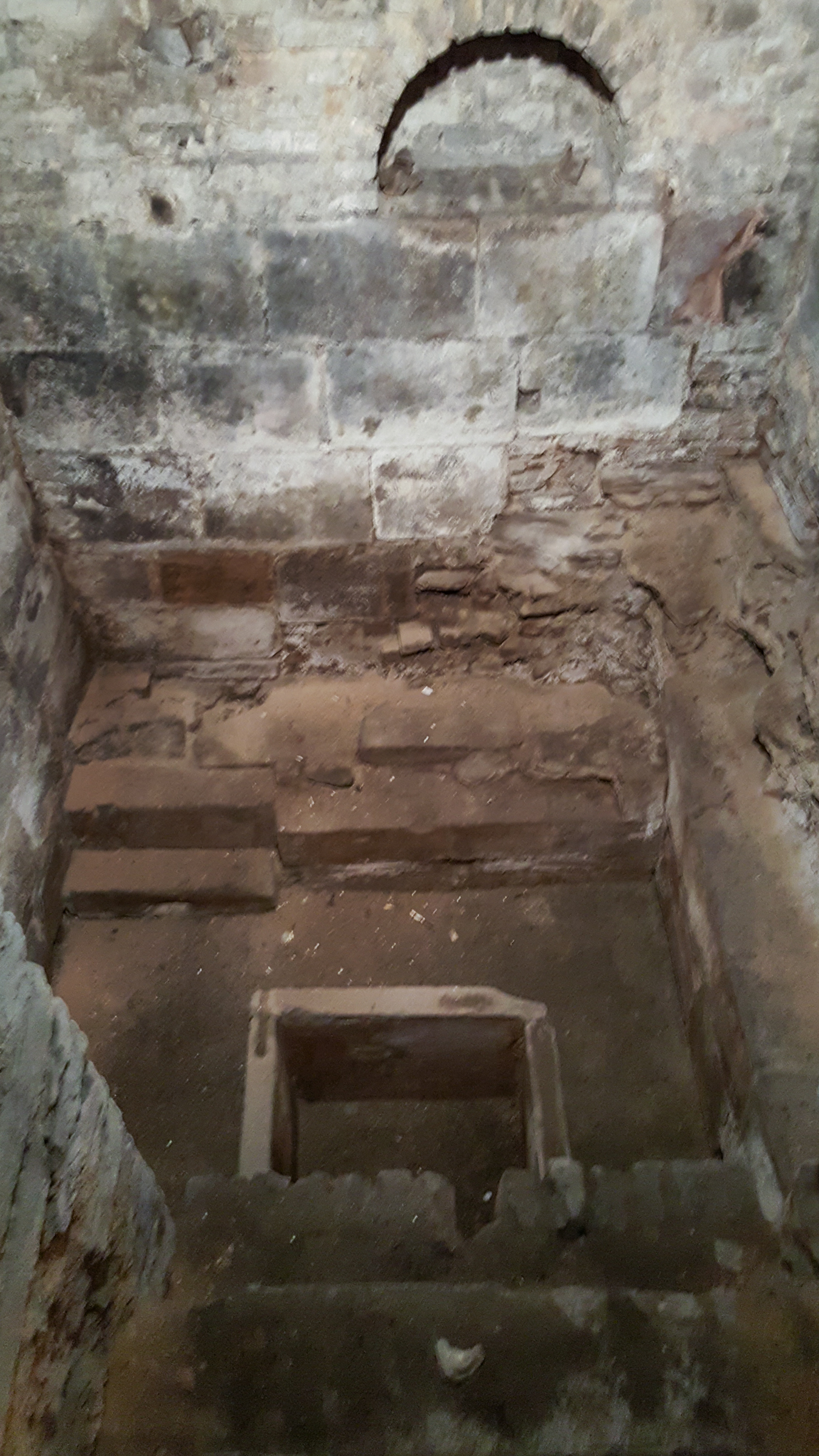
Mikvé.

- no 25 : La maison d'origine, qui fait l'angle avec le no 21 de la rue des Juifs, a été datée de 1302 par dendrochronologie. Elle est dotée d'un mur-pignon avec étages à pans de bois médiéval, recouvert de crépi, et d'un fort encorbellement du côté de la rue des Charpentiers[12].

À l'angle de la rue des Charpentiers et de la rue des Juifs.
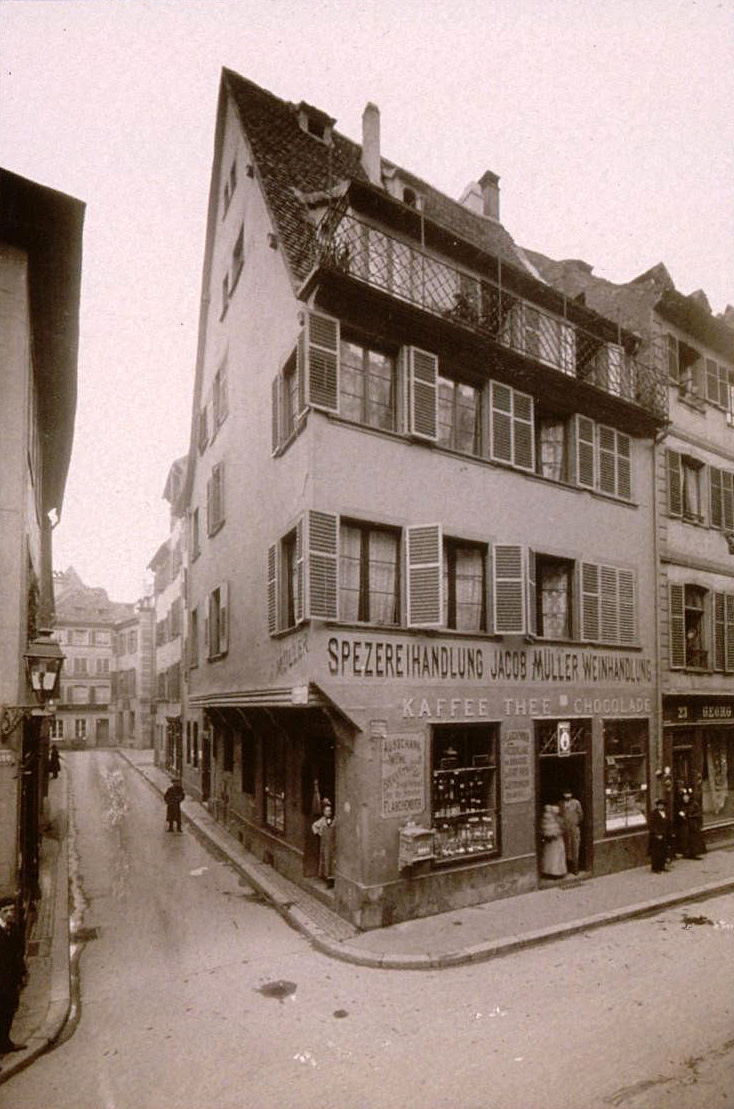
Vers 1900.
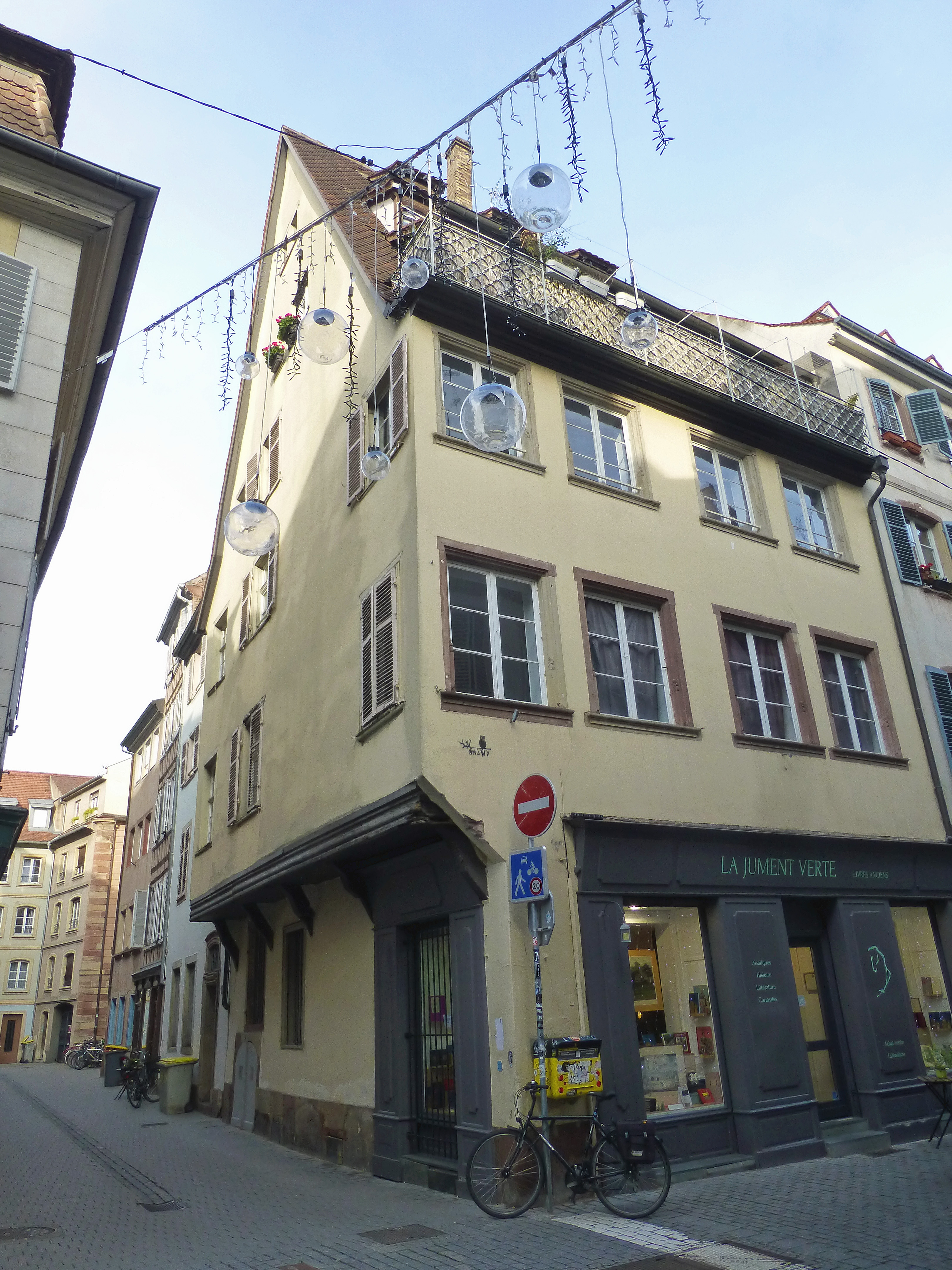
En 2020.